# 維里夫卡 (丘胡伊夫區)
50°11′34″N 37°12′11″E / 50.19278°N 37.20306°E
維里夫卡（烏克蘭語：Вірівка）是位於烏克蘭東部的村莊，由哈爾科夫州丘胡伊夫区的沃夫昌斯克市鎮負責管轄。該村始建於1690年，面積0.32平方公里，海拔高度180米，2001年人口72。